# Dwaj bracia
Dwaj bracia (fr. Deux frères) – francusko-brytyjski film przygodowy z 2004 r. w reżyserii Jean-Jacques’a Announda.

## Fabuła
Akcja filmu rozgrywa się we francuskich Indochinach w latach 20. XX wieku. Fabuła filmu rozgrywa się wokół dwóch osieroconych i rozdzielonych w dzieciństwie tygrysów. Po wielu latach jeden z nich został wytresowany do pracy w cyrku a drugi wyszkolony jako zabójca. Różnią się wszystkim, lecz los złączy je jeszcze raz, gdy jako wrogowie staną naprzeciw siebie do walki.

## Obsada
- Guy Pearce – Aidan McRory
- Freddie Highmore – Raoul Normandin
- Jean-Claude Dreyfus – Eugene Normandin
- Vincent Scarito – Zerbino
- Moussa Maaskri – Saladin
- Maï Anh Le – Naï-Rea
- Philippine Leroy-Beaulieu – Pani Normandin

## Produkcja
Przy produkcji filmu wzięło udział ponad 30 tygrysów. Pochodziły one z francuskich ogrodów zoologicznych bądź z Tajlandii, gdzie film był kręcony.

## Odbiór
Serwis Rotten Tomatoes ocenił film pozytywnie przyznając mu ocenę 78 w skali 100 punktów.